# Апартаменты Эль-Греко
Апартаменты Эль Греко (англ. El Greco Apartments) — двенадцатиквартирный дом в Лос-Анджелесе (США), признанный в 1980 году архитектурным памятником. Комплекс был построен в 1928—1929 годах по образцу жилого дома знаменитого испанского художника Эль Греко в Толедо. Первоначально здание использовалось как гостиница, в ней, в частности, жили знаменитые кинематографисты Эрих фон Штрогейм, Майкл Кёртис, Джоэл Маккри и многие другие.